# Revolução Boliviana de 1952

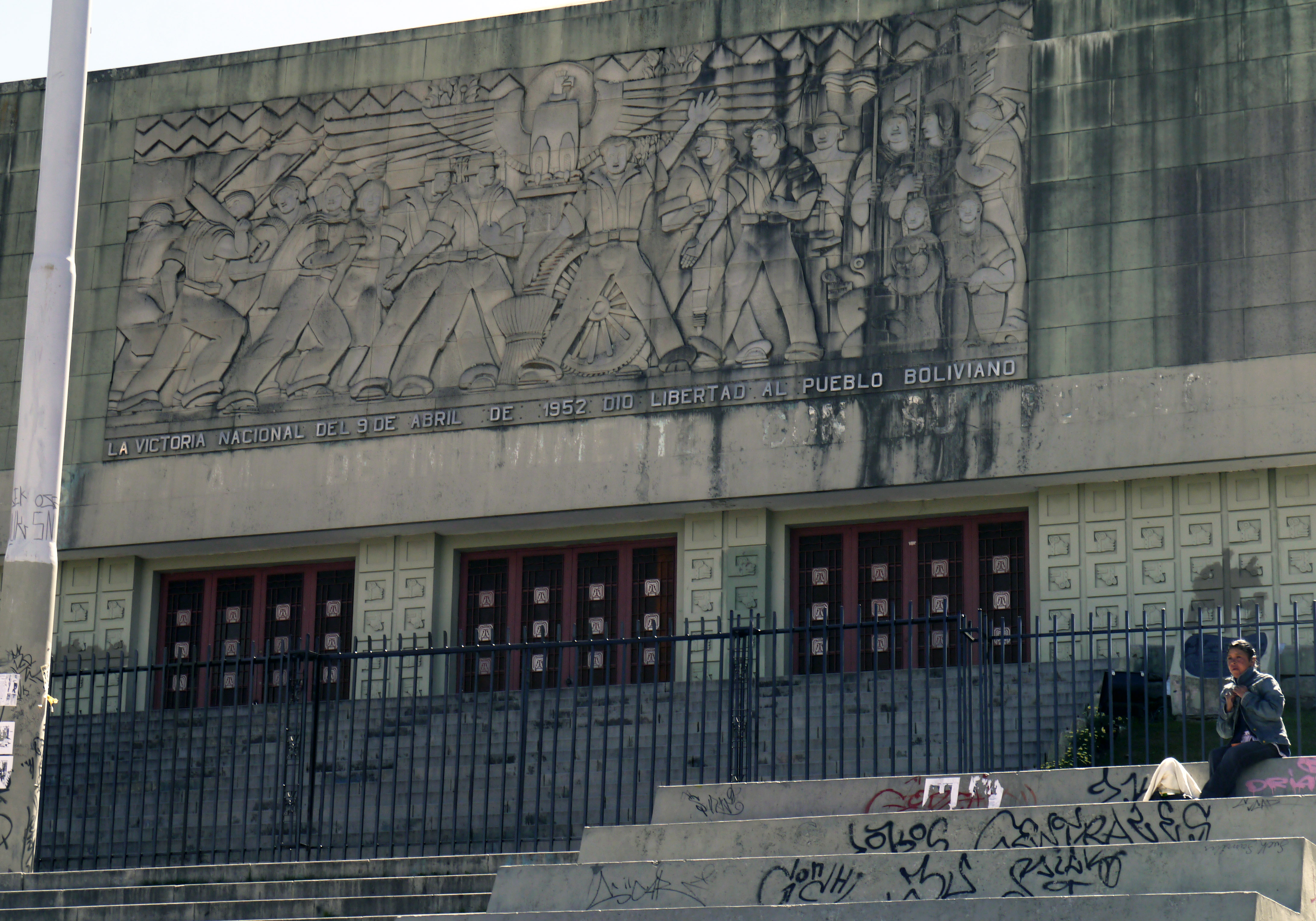

A revolução boliviana de 1952, popularmente conhecida como a Revolução Nacional (RN), marca a entrada da Bolívia para o século XX. É um período que se estende de 9 de abril de 1952 até o golpe de Estado de 4 de novembro de 1964, durante o qual governou o Movimento Nacionalista Revolucionário (MNR). Nestes doze anos, o MNR conduziu um processo de modernização que mudou o curso do desenvolvimento político, econômico e social do país.
A Revolução Nacional realizou mudanças fundamentais na participação cidadã, na distribuição de terras — através de uma reforma agrária que conseguir acabar com o regime de Lei de Terras vigente no oeste do país —, no controle do Estado sobre os recursos naturais e na economia boliviana. Incluiu ainda, pela primeira vez, no cenário político nacional a maioria indígena-camponesa e as mulheres, ao estabelecer o sufrágio universal. Foi uma revolução social que em sua época foi equiparada a Revolução Mexicana e que antecedeu a Revolução Cubana. Foi desenvolvida no contexto da Guerra Fria e foi das poucas revoluções sociais na América Latina que contou com o apoio dos Estados Unidos.

## Revolução Nacional em contexto
Como se observou, a Revolução Nacional foi considerada uma das três revoluções sociais mais importantes da América Latina até a Revolução Nicaraguense em 1980. Como todas elas, seu objetivo era mudar a ordem social, econômica e política vigente. E fez, com algumas características. Não foi apenas a única que recebeu apoio financeiro dos Estados Unidos, mas também diferiu da mexicana, nicaraguense e cubana, porque o MNR, ao contrário dos partidos das outras revoluções, não conseguiu cooptar e controlar o movimento trabalhista devido a forte tradição sindicalista anterior a Revolução Nacional.